# William Bostock
William Dowling (Bill) Bostock, född 5 februari 1892 i Sydney, Australien, död 28 april 1968 i Benalla, Australien, var en högre befälhavare i australiska flygvapnet (RAAF). Under andra världskriget ledde han RAAF Command, flygvapnets huvudsakliga operativa förband, med ansvar för försvaret av Australien och luftoffensiverna mot japanska mål i sydvästra Stillashavsområdet. Hans framgångar i rollen gav honom Distinguished Service Order och amerikanska Medal of Freedom. General Douglas MacArthur beskrev honom som "en av världens mest framgångsrika flygare".
Bostock, en veteran från första världskriget, deltog i sin första strid som soldat i australiska imperiestyrkan vid Gallipoli, då som en pilot i Royal Flying Corps på västfronten, varefter han mottog belgiska Croix de guerre. Han gick med i nybildade RAAF 1921 och 1941 hade han stigit till den tredje högsta officeren efter tjänstgjort som utbildningsdirektör 1930 till 1931, befälhavare för No. 3 Squadron mellan 1931 och 1936 samt operations- och underrättelsechef mellan 1938 och 1939.
Han var biträdande flygstabschef vid andra världskrigets utbrott och betraktades som en ledande kandidat till posten som flygstabschef 1942 men fick lämna plats åt Air Commodore George Jones, en vän sedan tjugo år tillbaka. Bostock utsågs snart till Air Officer Commanding RAAF Command och blev inblandad i en bitter och långvarig tvist med Jones över kontrollen av flygvapnet i sydvästra Stilla havet. Efter hans avgång från RAAF 1946 blev han journalist och senare federal parlamentsledamot.